# Lvíček
Lvíček, též známý jako Petit Chien Lion (originální název z francouzštiny) či Little Lion Dog (z angličtiny), nebo Löwchen (z němčiny), je malé a elegantní plemeno psa s kořeny sahajícími až do středověké Evropy. Jeho jméno je odvozeno od jeho charakteristické srsti, která vytváří dojem malého lva. Má přátelský temperament a živý vzhled. Lvíček se také vyznačuje odvahou a oddaností a je dobrý společník.

## Historie a původ plemene
Lvíček je poměrně staré plemeno, jeho vyobrazení najdeme v katedrále ve francouzském Amiens, která byla postavena ve 13. století. Psi se lvím střihem byli ovšem známi již v době starověkého Říma a Řecka. Z 15. století se zachovaly tapiserie, kde se tento psík také objevuje. Byl oblíbeným společníkem u francouzského dvora a často jej zachycovali malíři.
V 18. století lvíčka popsal přírodovědec a spisovatel Buffon, už tehdy se jednalo o vzácné plemeno. Lvíček jako plemeno téměř vyhynul a byl dokonce v minulém století zapsán v Guinnessově knize rekordů jako nejvzácnější plemeno. Chovatelský klub ve Francii byl založen v roce 1947, v České republice to bylo v roce 1993.
Původní název plemene byl maltézský lví pes a právě Buffon o něm psal jako o malém lvím bišonkovi. V dnešní době je oficiální název plemene Petit Chien Lion (Malý lví pes). Přívlastek lví se tam objevuje díky typickému střihu, kdy pes vypadá, jako by měl lví hřívu.

## Povaha
Lvíček je přátelský a milující psík, svou rodinu zbožňuje a nejraději by s vámi trávil každou chvíli. Samotu nemá v oblibě a je nutné ho od útlého věku učit, aby doma vydržel sám. Děti má rád a vydrží si s nimi hrát, ale musejí se k němu chovat s úctou a respektem, nenechá si líbit všechno.
Je velmi kamarádský, a proto dobře vychází s ostatními psy, ale i jinými domácími mazlíčky. Nejlepší je, pokud spolu vyrůstají od štěněte. Může být uštěkaný, takže je potřeba ho v tomto ohledu držet zkrátka.
Lvíček je velmi inteligentní plemeno, které se snadno učí. Hodí se pro začátečníky, ale cvičit ho mohou i odrostlejší děti.